# Republican Party (Liberia)
De Republican Party (RP), aanvankelijk Liberian Party genaamd, was een Liberiaanse politieke partij in de negentiende eeuw. De partij vertegenwoordigde de Americo-Liberianen van gemengd Afrikaanse en Europese afkomst, die vanaf de onafhankelijkheid in 1848 het land domineerden. 
Alle presidenten van 1848 tot 1869 behoorden tot de Republican Party. De belangrijkste oppositiepartij, de True Whig Party (TWP), werd in 1869 opgericht door zwarte Americo-Liberianen die in een achtergestelde positie verkeerden ten opzichte van de licht-getinte Americo-Liberianen. Edward James Roye van de TWP versloeg bij de presidentsverkiezingen van 1869 zittend president James Spriggs Payne van de Republican Party. Een staatsgreep in 1871 bracht echter weer een president van de Republican Party, Joseph Jenkins Roberts, aan de macht. In 1878 werd de macht van de Republican Party definitief gebroken toen Anthony W. Gardiner van de TWP tot president werd gekozen. De TWP was sindsdien tot 1980 ononderbroken aan de macht. De Panafrikanist Edward Wilmot Blyden (1832-1912) was in 1885 presidentskandidaat voor de Republican Party en behaalde bijna 33% van de stemmen. De Republican Party werd in 1899 opgeheven.

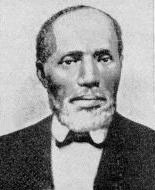
Daniel Bashiel Warner
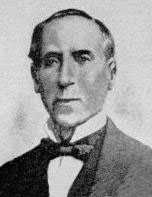
James Spriggs Payne
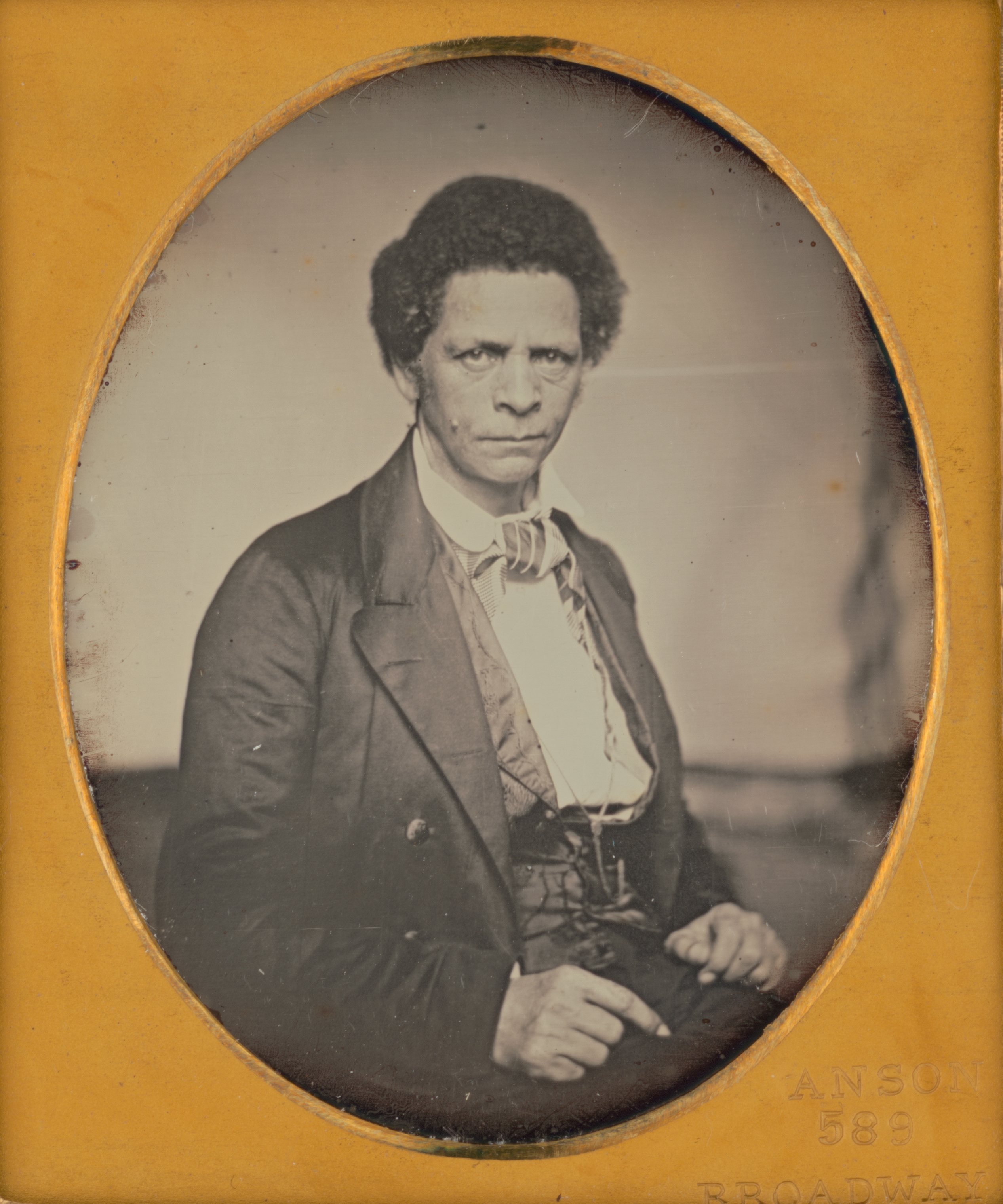
Joseph Jenkins Roberts
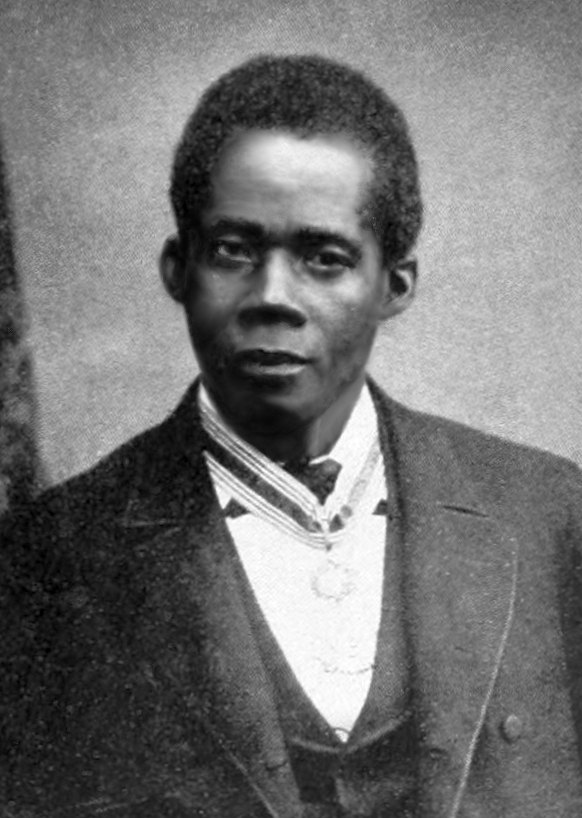
Edward Wilmot Blyden

## Ideologie
De Republican Party was aanvankelijk de partij van de licht-getinte elite van Americo-Liberianen en zag het als taak de belangen van deze bevolkingsgroep, die slechts 2% van de bevolking uitmaakte, te behartigen. Anders dan de True Whig Party stond de Republican Party voor een gedecentraliseerde en federale staat met een grote mate van zelfstandigheid voor de provincies (counties). Blijkbaar raakte de Republican Party nadat de partij de macht verloor in 1878 in progressiever vaarwater terecht omdat Edward Wilmot Blyden, een voorstander van (politieke) integratie van de oorspronkelijke bewoners van Liberia en een liberaal, in 1885 presidentskandidaat namens de Republican Party was.

## Presidentskandidaten
| Kandidaat                     | Verkiezing | Stemmen | %      | Gekozen |
| ----------------------------- | ---------- | ------- | ------ | ------- |
| Joseph Jenkins Roberts        | 1847       | -       | -      | Ja      |
| Joseph Jenkins Roberts        | 1849       | -       | -      | Ja      |
| Joseph Jenkins Roberts        | 1851       | -       | -      | Ja      |
| Joseph Jenkins Roberts        | 1853       | -       | -      | Ja      |
| Stephen Allen Benson          | 1855       | -       | -      | Ja      |
| Stephen Allen Benson          | 1857       | -       | -      | Ja      |
| Stephen Allen Benson          | 1859       | -       | -      | Ja      |
| Stephen Allen Benson          | 1861       | -       | -      | Ja      |
| Daniel Bashiel Warner         | 1863       | -       | -      | Ja      |
| Daniel Bashiel Warner         | 1865       | -       | -      | Ja      |
| James Spriggs Payne           | 1867       | -       | -      | Ja      |
| James Spriggs Payne           | 1869       | -       | -      | Nee     |
| (boycot)                      | mei 1871   | -       | -      |         |
| Joseph Jenkins Roberts        | dec 1871   | -       | 100,00 | Ja      |
| Joseph Jenkins Roberts        | 1873       | -       | -      | Ja      |
| James Spriggs Payne           | 1875       | -       | -      | Ja      |
| James Spriggs Payne           | 1877       | -       | -      | Nee     |
| Hilary Richard Wright Johnson | 1883       | -       | -      | Ja      |
| Joseph James Cheeseman        | 1881       | -       | -      | Nee     |
| Edward Wilmot Blyden          | 1885       | 862     | 37,75  | Nee     |
| Bron: AED                     |            |         |        |         |

## Verwijzingen
1. ↑  Hollis R. Lynch: Edward Wilmot Blyden: Pan-Negro Patriot, 1832-1912, Oxford University Press, Londen 1967, p. 162 (Op basis van het programma van presidentskandidaat Blyden in 1885.)
2. ↑  Dr. C. Abayoni Cassell: Liberia: History of the First African Republic, Fountainhead Publishers, Inc. New York, 1970. p. 168: "the Republicans (...) embraced the more conservative elements."
3. ↑  Dr. C. Abayoni Cassell: Liberia: History of the First African Republic, Fountainhead Publishers, Inc. New York, 1970. p. 168: "the Republicans, then called the True Liberian Party."
4. ↑  Blyden was eerder betrokken geweest bij de totstandkoming van de TWP.
5. ↑  Carl Patrick Burrowes (2004): Power and Press Freedom in Liberia, 1830-1970. Africa World Press. p. 312
6. ↑  Dr. C. Abayoni Cassell: Liberia: History of the First African Republic, Fountainhead Publishers, Inc. New York, 1970. p. 168, 222: "The Republicans had already built up a caste stystem. The official classes now regarded themselves as patricians."
7. ↑  Hollis R. Lynch: Edward Wilmot Blyden: Pan-Negro Patriot, 1832-1912, Oxford University Press, Londen 1967, p. 162
8. ↑  Door het parlement gekozen
9. ↑  Gecombineerde kanidaat True Whig Party en Republican Party
10. ↑  Zie de afzonderlijke verkiezingsjaren voor de verantwoording m.b.t. tot stemverdeling en percentages.